# Chollay
Chollay, es un villorrio rural chileno ubicado en la Provincia del Huasco, Región de Atacama. De acuerdo a su población es una entidad que tiene el rango de  caserío. Se encuentra localizado al interior del Valle de El Tránsito junto al río del mismo nombre y muy próximo a las localidades de Conay y Pachuy en el curso superior del Río El Tránsito.

## Historia
Los antecedentes históricos de este villorrio son escasos. Sin embargo, su nombre se origina en el río del mismo nombre.
En 1750 Don Fernando de Aguirre, Gobernador de Copiapó, ordena la mensura de las “Tierras de Indios de Guasco Alto”, acción que se realiza en febrero de ese año. La comisión realiza la mensura de tierras en la Vega de Chollay el día 21 de febrero de ese año. Aquí se indica que eran pedazos de tierra fructíferos debajo se acequia para su riego y agrega que era uno de los mejores.
Para 1899 esta localidad era un área de cultivo junto al río.

Chollay.- Riachuelo corto del departamento de Vallenar. Tiene nacimiento en la cordillera de los Andes hacia el SE. de la aldea del Tránsito, y corre por entre altos serrijones en dirección al NNO. á entrar en la izquierda del riachuelo de los Naturales. Poco antes se reune con el de Conay. Contiene en sus riberas estrechas pequeñas propiedades de cultivo.
 Francisco Astaburuaga, 1899

En 1939 Luis Campillay trajo una imagen de la Virgen del Rosario desde  Andacollo y se formó un grupo de bailes chinos. Se comenzó con la fiesta religiosa el 26 de diciembre de ese año sin la presencia de un sacerdote. Sólo a partir de 1970 comenzó a celebrar la misa y procesión el padre Francisco Fritsch. En 1977 y 1980 la fiesta fue celebrada por Monseñor Fernando Ariztía Ruiz.
Chollay es el punto intermedio del camino rural que unen a las localidades de Conay y Pachuy. Desde este camino se accede actualmente al proyecto aurífero Pascua Lama en la frontera de Chile y Argentina
Sus orígenes se realacionna a las actividades agrícolas y principalmente de ganadería de caprinos. Actualmente en esta localidad aún se realiza la trashumancia para llevar su ganado caprino a tierras más altas durante el verano.

## Turismo
El villorrio de Chollay es de especial interés para quienes quieran explorar los cajones cordilleranos de la cuenca superior del Río El Tránsito. Debido a su fuerte tradición en ganadería caprina, los arrieros de esta localidad realizan excursiones a la alta cordillera, especialmente a la Quebrada de Pachuy.
En los alrededores es posible encontrar árboles frutales como nogales y albaricoques. La comunidad posee pequeños huertos y en su mayoría viven del ganado caprino.
En sus proximidades existen algunos sitios arqueológicos como pinturas rupestres que pueden ser visitadas.
En Chollay se celebra la fiesta religiosa Nuestra Señora del Rosario cada 26 de diciembre.

## Accesibilidad y transporte
El Poblado de Chollay se ubica a 5 km al sur del poblado de Conay. Para llegar hasta Chollay es necesaro acceder por Alto del Carmen, capital de la comuna, ubicada a 70 km al este de la ciudad de Vallenar sobre la Ruta C-495.
Existe transporte público a través de buses de rurales desde el terminar rural del Centro de Servicios de la Comuna de Alto del Carmen, ubicado en calle Marañón 1289, Vallenar. Sin embargo la frecuencia hasta este poblado es baja.
Si viaja en vehículo propio, no olvide cargar suficiente combustible en Vallenar antes de partir. No existen puntos de venta de combustible en la comuna de Alto del Carmen.
Para acceder a este punto de la comuna, es necesario considerar un tiempo mayor de viaje, debido a que la velocidad de viaje esta limitada por el diseño del camino. Se sugiere hacer una parada de descanso en el poblado de El Tránsito o en Alto del Carmen para hacer más grato su viaje.
Es necesario llegar por la Ruta C-495 hasta Conay (Ruta C-495), hasta este punto el camino es transitable durante todo el año, existe una desviación hacia el sur que llega a Chollay y al Proyecto minero Pascua Lama (este último está muy distante y no existe acceso para visitantes). Sin embargo, es necesario tomar precauciones en invierno debido a las lluvias y caída de nieve. Se sugiere informarse bien de las condiciones climáticas en el invierno o en periodos que la cordillera de Atacama se afecta muy eventualmente por el invierno altiplánico.

## Alojamiento y alimentación
En la comuna de Alto del Carmen existen pocos servicios de alojamiento formales en Alto del Carmen y en Chanchoquín Grande, se recomienda hacer una reserva con anticipación. En Conay y Chollay no existen servicios de alojamiento.
En las proximidades no hay servicios de Camping, sin embargo se puede encontrar algunos puntos rurales con facilidades para los campistas en Conay y Chollay.
Los servicios de alimentación son escasos, existiendo en Alto del Carmen, Chanchoquín Grande y en El Tránsito algunos restaurantes. En Conay y Chollay no existen servicios de restaurantes.
En muchos poblados como en Los Tambos, Conay y Chollay hay pequeños almacenes que pueden facilitar la adquisición de productos básicos durante su visita.

## Salud, conectividad y seguridad
El villorrio de Chollay cuenta con servicio de electricidad, iluminación pública y red de agua potable rural.
Próximo a Chollay, en el poblado de Conay existe un puesto fronterizo de Carabineros de Chile que controla los vehículos que suben por la ruta C-495 y una Posta Rural dependiente del Municipio de Alto del Carmen.
Al igual que muchos poblados de la comuna, Chollay cuenta con servicio de teléfonos públicos rurales. No existe señal para teléfonos celulares.
El Municipio cuenta con una red de radio VHF en toda la comuna en caso de emergencias incluidos Conay y Chollay.

## Educación
En esta localidad cordillerana se encuentra la Escuela Chollay G-47. Esta escuela atiende a 19 alumnos y 31 adultos en nivelación enseñanza media, cuenta con dos aulas, multicancha, comedor y cocina.
Inicialmente, en 1930 los alumnos de la localidad de Chollay concurrían a la localidad de Malaguín, posteriormente, la escuela se traslada más cerca a la localidad de Conay bajo el nombre de “Escuela Miseta Nº 13 de Chollay” ya que atendía a todo el sector.
La escuela ubicada en la localidad de Chollay fue fundada en junio de 1972 en un terreno donado por  la familia  Ramos Campillay. Ésta funcionó en una modesta construcción de adobe y paja, siendo su primer profesor Sergio Ceriche  Ramos. En el año 1998, se inauguraron las nuevas dependencias de esta escuela denominada “Escuela Rural G- 47 Chollay”.